# Caroline Graham Hansen
Caroline Graham Hansen (Oslo, 18 februari 1995) is een Noors voetbalster. Ze speelt als vleugelaanvaller bij FC Barcelona en komt uit voor het Noorse vrouwenelftal.

## Clubcarrière
Graham Hansen speelde in eigen land in de jeugd van Lyn Fotball en bij Stabæk FK (2010-2013), waarmee de aanvalster tweemaal landskampioen werd (2010, 2013) en drie keer de beker won (2011, 2012, 2013). Na een half seizoen bij het Zweedse Tyresö FF vertrok Graham Hansen in 2014 naar Vfl Wolfsburg. Bij de Duitse club werd ze driemaal landskampioen (2017, 2018, 2019). Daarnaast won Graham Hansen vijf keer de DFB Bokal (2015-2019) en was ze in 2016 en 2018 verliezend finalist in de UEFA Women's Champions League.
In de zomer van 2019 tekende Graham Hansen bij FC Barcelona. In 2021 won Graham Hansen met Barcelona de Champions League door Chelsea met 4-0 in de finale te verslaan. Graham Hansen maakte de 4-0 op aangeven van Lieke Martens.

## Interlandcarrière
Graham Hansen debuteerde in november 2011 tegen België voor het Noors nationaal elftal. De aanvalster behoorde tot de Noorse selecties voor het EK 2013, het EK 2017 en het WK 2019. In 2013 was ze verliezend finalist. Graham Hansen scoorde op het WK 2019 in Frankrijk uit een strafschop tegen Zuid-Korea in de groepsfase.